# Vitālijs Maksimenko
Vitālijs Maksimenko (* 8. Dezember 1990 in Riga) ist ein lettischer Fußballspieler.

## Karriere

### Verein
Vitalijs Maksimenko kam im Alter von 15 Jahren in die Jugendabteilung des FC Daugava Daugavpils, wo dieser bis ins Jahr 2007 alle Altersstufen durchlief. In der Saison 2008 der Virsliga gab er sein Profidebüt für den FC Daugava. Im August 2009 wechselte Maksimenko leihweise zu ZSKA Moskau, wo er allerdings nur in der Reservemannschaft zum Einsatz kam.
Nach seiner Rückkehr aus Russland wurde der Vertrag beim FC Daugava aufgelöst und er wechselte ablösefrei zum 14-fachen lettischen Meister Skonto Riga. Im Januar 2013 unterschrieb Maksimenko bei Brighton & Hove Albion.
Nach mehreren Leihen und einer kurzzeitigen Rückkehr nach Lettland wechselte er im Sommer 2015 zum österreichischen Bundesligisten SV Mattersburg.
Zur Saison 2017/18 wechselte er nach Polen zu Bruk-Bet Termalica Nieciecza nach Nieciecza. Die Saison 2018/2019 spielte er in Slowenien bei NK Olimpija Ljubljana in Ljubljana.
Anfang 2020 zog es ihn nach Asien. Hier unterschrieb er einen Vertrag beim japanischen Verein Ōmiya Ardija. Der Verein aus  Saitama, einer Stadt im Süden der gleichnamigen Präfektur Saitama, spielte in der zweiten Liga des Landes, der J2 League.

### Nationalmannschaft
Für Lettlands U-17 spielte er zwischen 2006 und 2007. Mit der lettischen U-19-Nationalmannschaft nahm er am Qualifikationsturnier der U-19-Fußball-Europameisterschaft in Frankreich teil.